# Giovanni Genesio Quaglia
Giovanni Genesio Quaglia (Parma, ... – 1386) è stato un francescano italiano.
Docente all'università di Pisa dal 1380, fu autore di un Rosarium  e di un Hexaemeron.